# Tanysiptera nympha
El alción colilargo ninfa (Tanysiptera nympha) es una especie de ave coraciforme de la familia Halcyonidae que vive en Nueva Guinea.

## Descripción
Alcanza longitudes de hasta 23 cm de largo. Su cabeza es azul, con el pico rojo. Su cuerpo es rojizo con las alas negro azuladas y la cola azul.